# Tashui (köping i Kina, lat 29,40, long 103,66)
Tashui (kinesiska: 踏水镇, 踏水) är en köping i Kina. Den ligger i provinsen Sichuan, i den sydvästra delen av landet, omkring 150 kilometer söder om provinshuvudstaden Chengdu.
Genomsnittlig årsnederbörd är 1 554 millimeter. Den regnigaste månaden är juli, med i genomsnitt 399 mm nederbörd, och den torraste är januari, med 13 mm nederbörd.